# 马里亚努莫鲁
马里亚努莫鲁是巴西南大河州的一个市镇。总面积102.08平方公里，总人口2284人，人口密度22.4人/平方公里。